# Neverland (компания)
Neverland Co., Ltd. — независимая японская компания, занимающаяся разработкой компьютерных игр. Была основана 7 мая 1993 года и с тех пор выпустила более двух десятков игр для таких платформ как Super Nintendo Entertainment System, Dreamcast, GameCube, PlayStation 2, Game Boy Color, Nintendo DS, PlayStation Portable и Wii. Преимущественно специализируется на ролевых играх, особенно славится серией фэнтезийных ролевых играх серии Lufia.
В ноябре 2013 года закрылась студия Neverland. Разработчики не сумели найти инвесторов, чтобы удержаться на плаву, и объявили о банкротстве.

## Игры

### Super Nintendo/Super Famicom
- Lufia & the Fortress of Doom
- Hat Trick Hero 2
- Lufia II: Rise of the Sinistrals
- Chaos Seed (Japan)
- Energy Breaker (Japan)

### Game Boy
- Lufia: The Legend Returns

### Saturn
- Senkutsu Katsuryu Taisen: Chaos Seed

### Dreamcast
- Evolution: The World of Sacred Device
- Record of Lodoss War
- Fushigi no Dungeon: Fuurai no Shiren Gaiden: Jokenji Asuka Kenzan!

### Game Boy Advance
- CIMA: The Enemy

### GameCube
- Disney's Party

### PlayStation 2
- Shining Force Neo
- Shining Force EXA

### PlayStation 3
- Rune Factory Oceans

### Wii
- Rune Factory Frontier
- Shining Force Gear
- Rune Factory Oceans

### DS
- Egg Monster Hero
- Rune Factory: A Fantasy Harvest Moon
- Rune Factory 2: A Fantasy Harvest Moon
- Dramatic Dungeon Sakura Taisen
- Rune Factory 3
- Lufia: Curse of the Sinistrals

### PlayStation Portable
- Rengoku: The Tower of Purgatory
- Rengoku II: The Stairway to H.E.A.V.E.N.